# Cayo (distrikt)
Distriktet Cayo (Cayo District) är ett av Belizes 6 administrativa distrikt.

## Geografi
Cayo har en yta på cirka 5 196 km² med cirka 105 190 invånare.
Huvudorten är San Ignacio / Santa Elena med cirka 20 000 invånare, i distriktet ligger även Belmopan som är landets huvudstad.
Andra orter är Albaina, Benque Viejo del Carmen, Bullet Tree Falls, Roaring Creek, San Antonio Cayo, San Ignacio, St. Margret's, Spanish Lookout och Valley of Peace.
Här finns även lämningar efter Mayastaden Cahal Pech, Caracol, El Pilar, Minanha och Xunantunich.
Nationalparkerna Blue Hole National Park och Guanacaste National Park ligger också inom distriktet.

## Förvaltning
Distriktets ISO 3166-2-kod är "BZ-CY".
Cayo är underdelad i 6 constituencies (valdistrikt):
Belmopan, Cayo Central, Cayo North, Cayo Northeast, Cayo South och Cayo West.